# 蒜蓉粉絲蒸扇貝

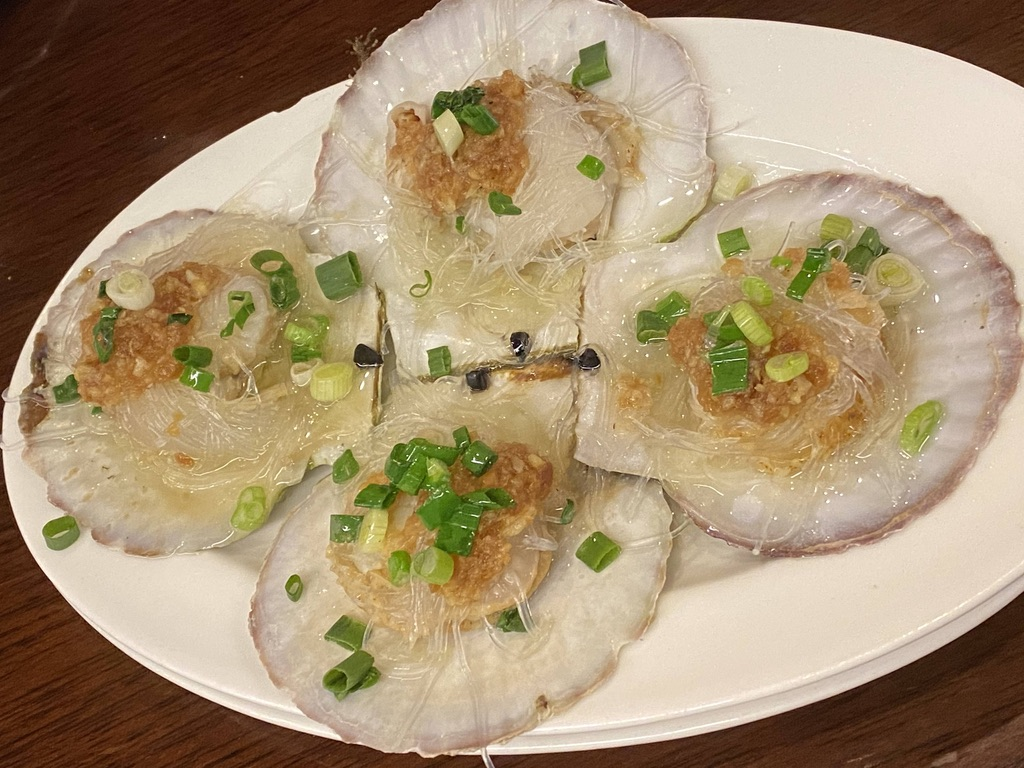
蒜蓉粉絲蒸扇貝

蒜蓉粉絲蒸扇貝是廣東省沿海地區及香港的一道常見的海鲜小菜。

## 做法
將扇貝洗淨，用剪刀將貝殼與貝肉分離，用開水泡開粉絲，先取適量粉絲放在貝殼底部，再將處理好的扇貝肉放在粉絲上，用勺子將醃好的薑、蒜蓉、紅椒丁取一點，堆放在扇貝肉上，淋上蒸魚豉油。蒸鍋中的水燒開，再將扇貝入蒸籠大火蒸熟，在蒸好的扇貝上澆熱油即可。